# Parafia Podwyższenia Krzyża Świętego w Łomnej Górnej
Parafia Podwyższenia Krzyża Świętego w Łomnej Górnej – parafia rzymskokatolicka znajdująca się w Łomnej Górnej, w kraju morawsko-śląskim w Czechach. Należy do dekanatu Frydek diecezji ostrawsko-opawskiej.

## Historia
Kościół w Łomnej Górnej powstał pod koniec XIX wieku; poświęcono go w 1896. Erygowana przy nim parafia podległa była dekanatowi jabłonkowskiemu.
Po I wojnie światowej Łomna Górna znalazła się w granicach Czechosłowacji, wciąż jednak podległa była diecezji wrocławskiej, pod zarządem specjalnie do tego powołanej instytucji zwanej: Knížebiskupský komisariát niský a těšínský. Jako że został odcięty od dekanalnego Cieszyna podporządkowany został dekanatowi jabłonkowskiemu. Kiedy Polska dokonała aneksji tzw. Zaolzia w październiku 1938 parafię jako jedną z 29 włączono do diecezji katowickiej, a 1 stycznia 1940 z powrotem do diecezji wrocławskiej. W 1947 obszar ten wyjęto ostatecznie spod władzy biskupów wrocławskich i utworzono Apostolską Administraturę w Czeskim Cieszynie, podległą Watykanowi. W 1978 obszar Administratury podporządkowany został archidiecezji ołomunieckiej, a parafie dekanatu jabłonkowskiego wchłonięto do dekanatu frydeckiego. W 1996 wydzielono z archidiecezji ołomunieckiej nową diecezję ostrawsko-opawską.